# Einar Berntsen
Einar Berntsen (Tønsberg, 20 de novembro de 1891 — Nøtterøy, 1 de fevereiro de 1965) foi um velejador norueguês, medalhista olímpico. Ele competiu nos Jogos Olímpicos de Verão de 1920 na classe 6 Metre e conquistou a medalha de bronze na disputa realizada segundo as regras de 1907 a bordo do Stella com Henrik Agersborg e Trygve Pedersen.
Berntsen também atuou como patinador de velocidade e participou do Campeonato Mundial de 1912, onde terminou em oitavo. Por um curto período, ele foi membro do conselho da Associação Norueguesa de Patinação de Velocidade.